# Élisabeth Ponsolle des Portes
Élisabeth Ponsolle, épouse des Portes, dite Élisabeth Ponsolle-des Portes, née le 21 août 1948 à Toulouse, fut déléguée générale du Comité Colbert de 2003 à 2020.

## Biographie
Élisabeth Ponsolle étudie les lettres classiques à Nanterre en 1968. Agrégée de l’Université, Élisabeth Ponsolle des Portes a été professeur de littérature française et chercheur au Centre d’analyse des manuscrits modernes du CNRS.
En 1981, elle rejoint la direction des Musées de France où elle est chargée du programme éducatif du musée d'Orsay ou du Grand Louvre.
De 1986 à 1997, elle est secrétaire générale de l'ICOM.
En 1998, elle est nommée directrice générale de l'Union des fabricants.
En 2003, elle est nommée déléguée générale du Comité Colbert quand Olivier Mellerio accède à la présidence de l'association. 
En avril 2020, Bénédicte Epinay lui succède au comité Colbert.

## Publications
- Élisabeth Ponsolle des Portes, Monde chinois, janvier 2012 (DOI 10.3917/mochi.029.0022, lire en ligne), « La Chine, nouvelle Terre promise pour les maisons de luxe françaises », p.22-24

## Distinctions
- 2008 :  Officière de l'ordre national du Mérite
- 2009 :  Officière de l'ordre des Arts et des Lettres
- 2012 :  Officière de la Légion d'honneur